# Middenverlaat
Het Middenverlaat (ook Middelste Verlaat of Middenste Verlaat) is een schutsluis die eind 17e eeuw werd aangelegd in Wildervank in de Nederlandse provincie Groningen.

## Geschiedenis
Het Middenverlaat vervulde ten tijde van de veenontginning in de omgeving van Veendam een belangrijke functie ten behoeve van de afvoer van de turf uit het gebied. De sluis, gelegen op het punt waar het Oosterdiep en het Westerdiep samenkomen, zorgde ervoor dat het waterpeil in de kanalen voldoende hoog was voor de doorvaart van de turfschepen. De sluis was evenals de zuidelijker gelegen Batjesverlaat in Bareveld van het waterschap het Wildervankster Participantenverlaat, dat in de eerste helft van de 17e eeuw werd opgericht.
Op het einde van de Tweede Wereldoorlog werd de brug bij het Middenverlaat door de Duitsers ondermijnd met zestien landmijnen. Bij hun vlucht in april 1945 werden deze mijnen tot ontploffing gebracht. In 1948 werden twee van deze mijnen nog intact teruggevonden.

## Verlaatshuis
Bij de sluis hoorde een verlaatshuis, dat diende als woon- en werkverblijf van de sluismeester, ook wel verlaatsmeester genoemd, die de sluis pachtte. Om in zijn levensonderhoud te kunnen voorzien was de verlaatsmeester tevens kastelein en/of winkelier. In het verlaatshuis bevond zich ook de bestuurskamer van het Wildervankster Participantenverlaat. 
Het Verlaatshuis is aangemerkt als een gemeentelijk monument. Sinds 1994 heeft het pand weer een horcabestemming gekregen.

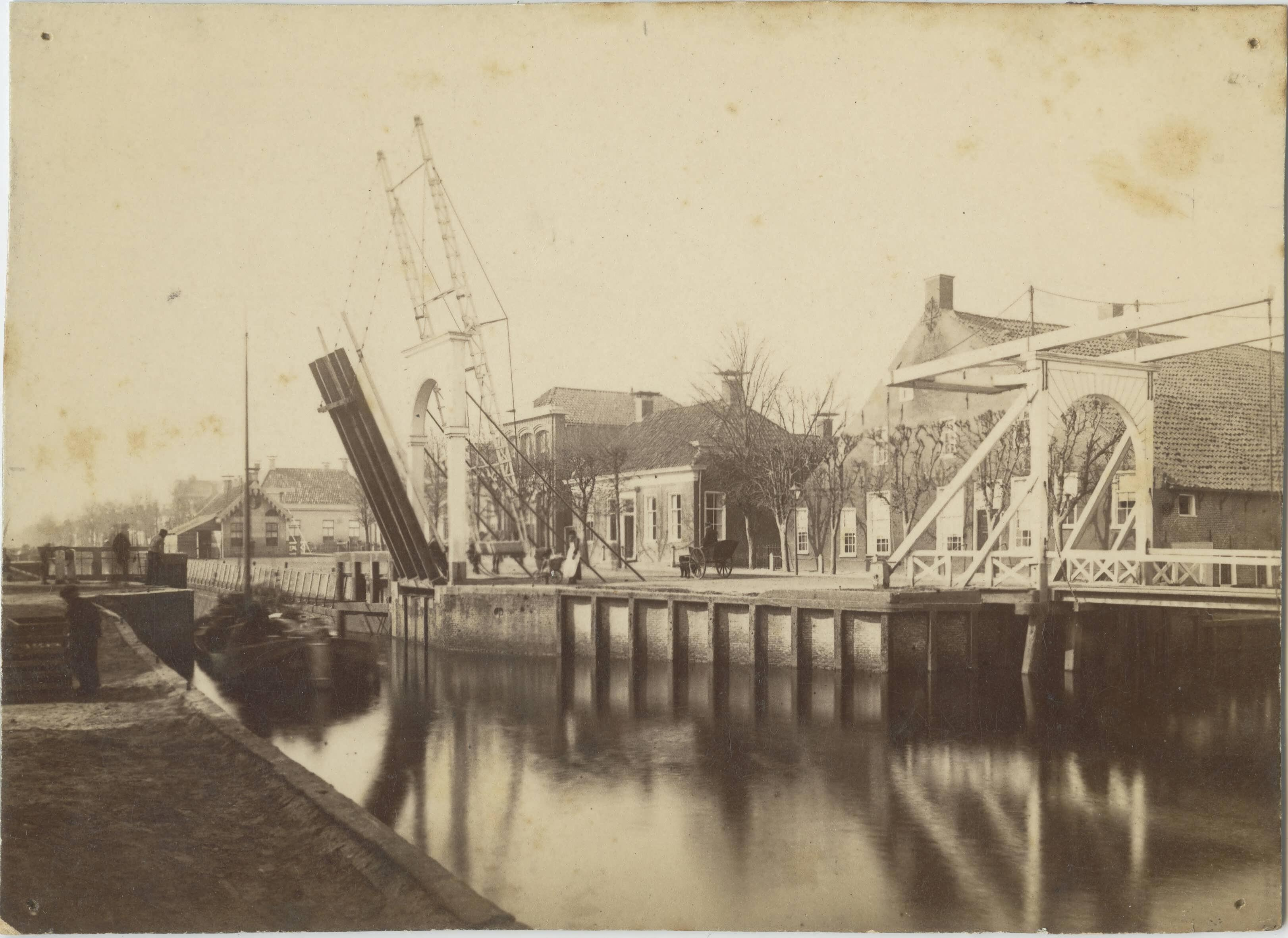
Het Middenverlaat omstreeks 1878/1886
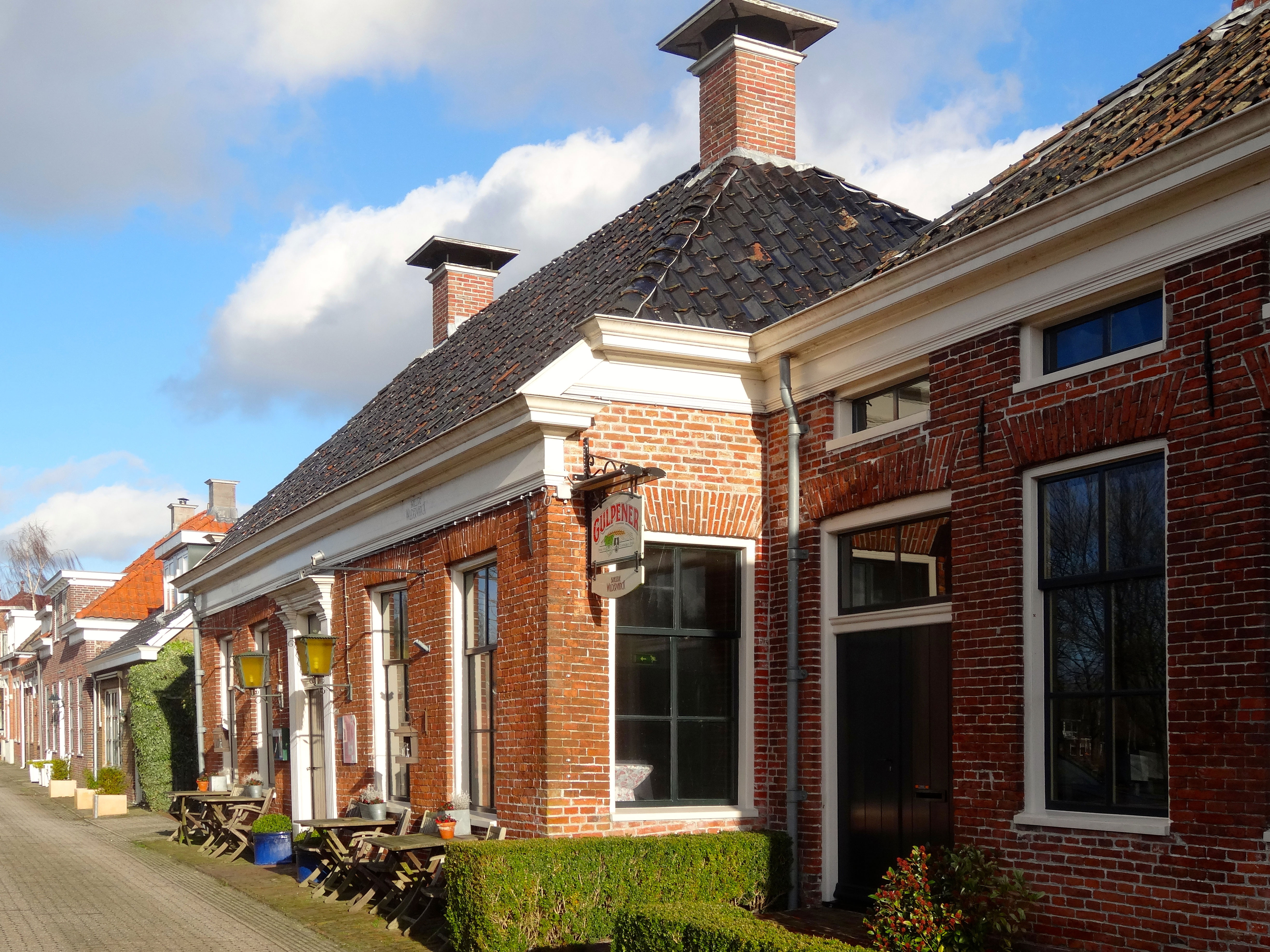
Het verlaatshuis in Wildervank
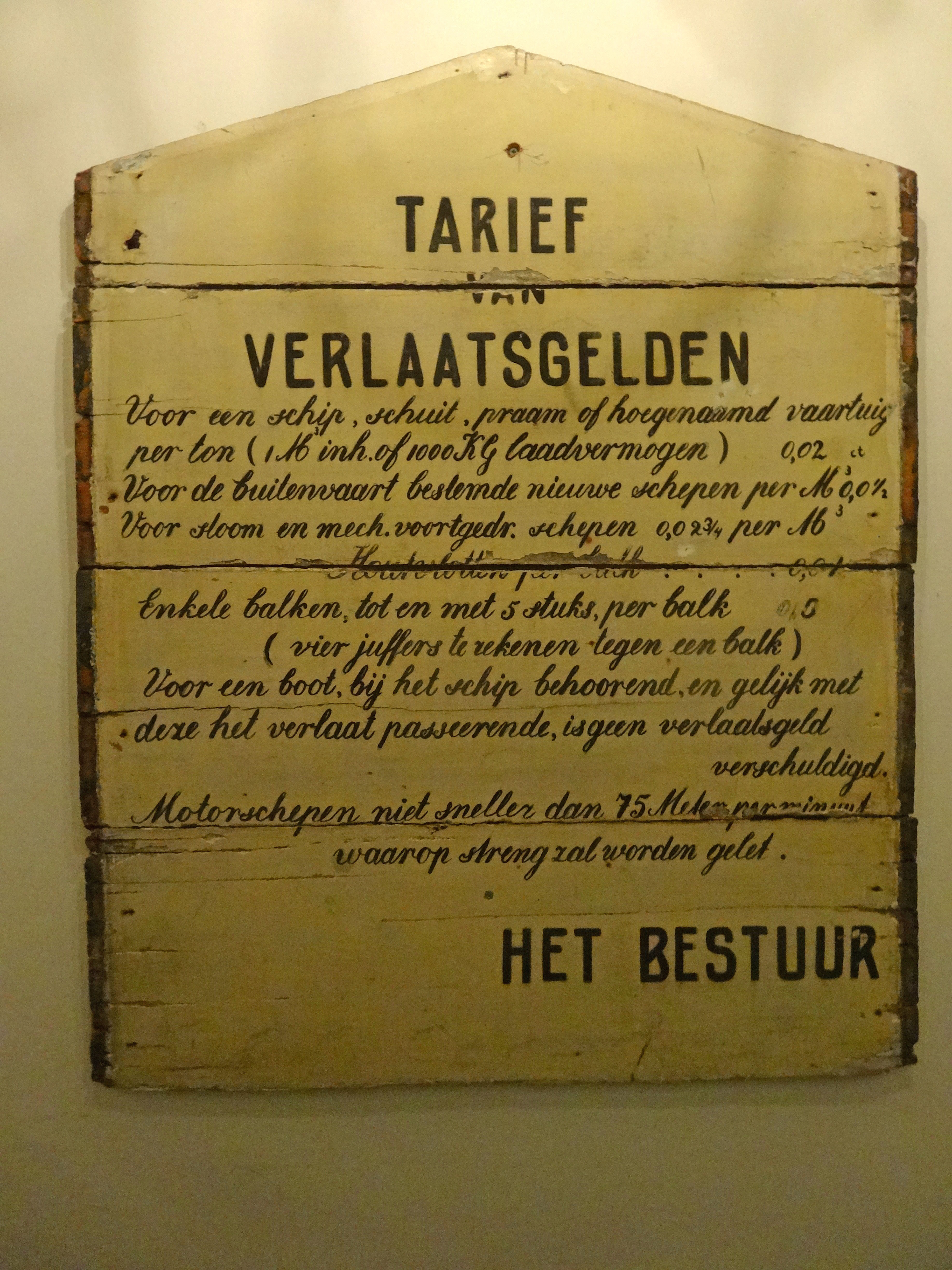
Bord met het tarief van de Verlaatsgeld van het Middenverlaat